# Johann Adam Schall von Bell
Johann Adam Schall von Bell (Colonia, Alemania; 1 de mayo de 1591-Pekín, China; 15 de agosto de 1666), fue un astrónomo y misionero jesuita alemán enviado a China.
Nacido de padres nobles en Colonia, Alemania, asistió a un gymnasium jesuita, y se unió a la Compañía de Jesús en Roma en 1611. En 1618 fue enviado a China, llegando a Macao en 1619. 
Además de su trabajo como misionero, participó en la modificación del calendario imperial del último emperador de la dinastía Ming, Chongzhen. A la caída de este se convirtió en el asesor de confianza del nuevo emperador Shunzhi, quien le nombró mandarín y le encargó la dirección del ministerio de Ritos y Astronomía.